# Stromiec (gmina)
Pour les articles homonymes, voir Stromiec.
Stromiec est une gmina rurale de la Powiat de Białobrzegi, dans la Voïvodie de Mazovie, dans le centre-est de la Pologne.
Son siège administratif est le village de Stromiec, qui se situe environ 10 kilomètres à l'est de Białobrzegi (siège de la powiat) et 65 kilomètres au sud de Varsovie (capitale de la Pologne).
La gmina couvre une superficie de 156,47 kilomètres carrés pour une population de 5 618 habitants en 2006.

## Histoire
De 1975 à 1998, la gmina est attachée administrativement à la voïvodie de Radom. Depuis 1999, elle fait partie de la voïvodie de Mazovie.

## Géographie
La gmina de Stromiec inclut les villages et localités suivants :
- Biała Góra
- Bobrek
- Bobrek-Kolonia
- Boska Wola
- Boże
- Dobieszyn
- Ducka Wola
- Grabowy Las
- Kolonia Sielce
- Krzemień
- Ksawerów Nowy
- Ksawerów Stary
- Lipskie Budy
- Małe Boże
- Marianki
- Matyldzin
- Mokry Las
- Nętne
- Niedabyl
- Olszowa Dąbrowa
- Pietrusin
- Piróg
- Podlesie Duże
- Pokrzywna
- Sielce
- Stara Wieś
- Stromiec
- Stromiecka Wola
- Sułków
- Zabagnie

### Gminy voisines
La gmina de Stromiec est voisine des gminy suivantes :
- Białobrzegi
- Głowaczów
- Grabów nad Pilicą
- Jedlińsk
- Stara Błotnica
- Warka